# Deserto di Chihuahua
Il deserto di Chihuahua è un deserto ed una ecoregione definita dal WWF (codice ecoregione: NA1303) che ricopre parte del Messico e degli Stati Uniti. Occupa gran parte del Texas occidentale e parti di Nuovo Messico meridionale e Arizona sud-orientale, nonché la parte centrale e settentrionale dell'altopiano messicano. È delimitato ad ovest dalla vasta catena della Sierra Madre Occidentale, e ad est dal settore settentrionale della Sierra Madre Orientale. Sul lato messicano, copre la metà settentrionale dello stato di Chihuahua, la maggior parte del Coahuila, il Durango nord-orientale, l'estremità settentrionale dello Zacatecas e piccole aree occidentali del Nuevo León. Con una superficie di circa 362.000 km², è il terzo deserto più esteso dell'emisfero occidentale e il secondo più esteso del Nordamerica, dopo il deserto del Gran Bacino

## Geografia

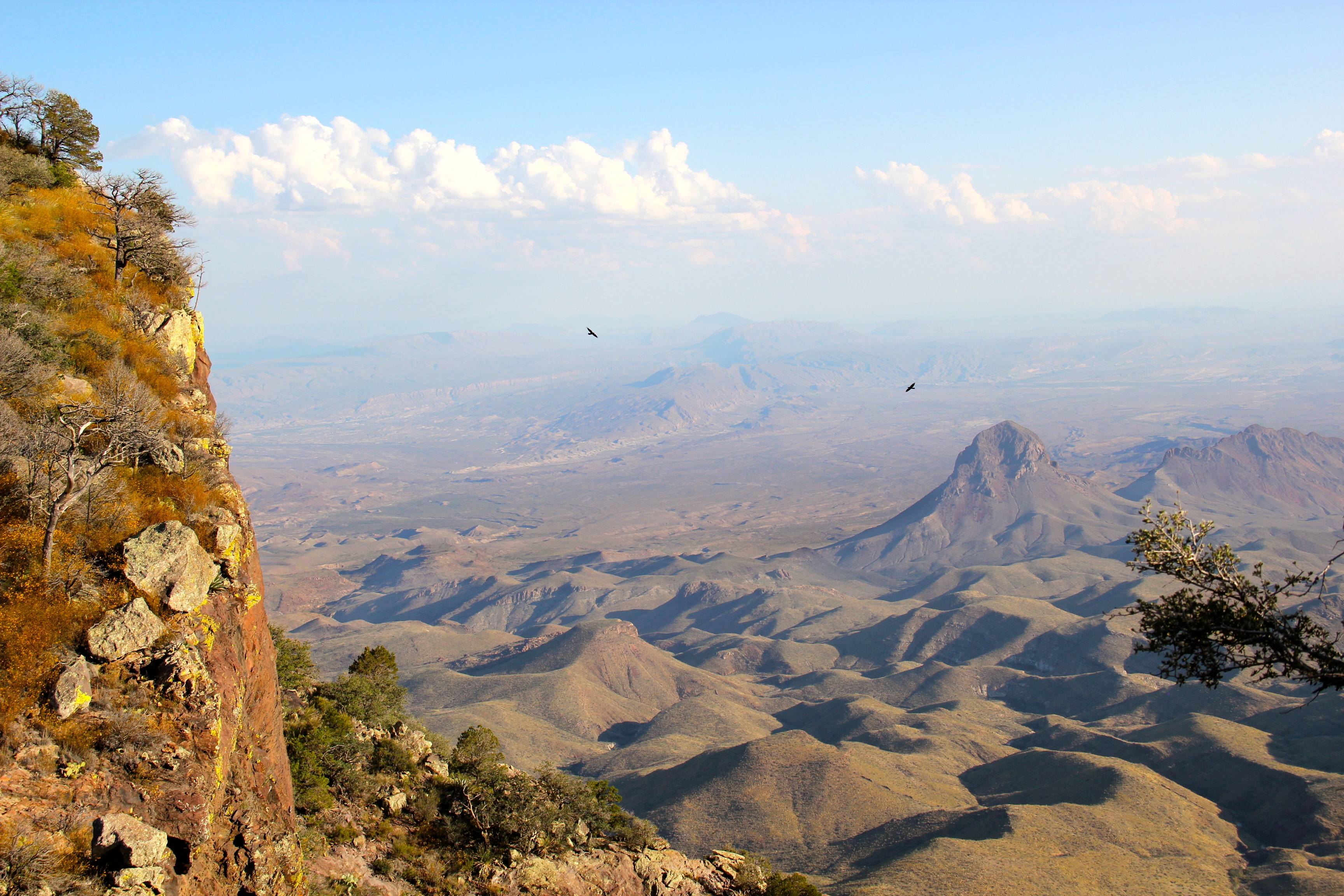
La regione consiste soprattutto in bacini interrotti da numerose catene montuose di piccole dimensioni.

L'ecoregione comprende entro i suoi confini alcune grandi catene montuose, tra cui la Sierra Madre, la Sierra del Carmen, la Sierra de los Órganos, la Sierra de los Mansos, la Sierra del Sacramento, la Sierra de Sandía-Manzano, la Sierra de Magdalena-San Mateo, la Sierra de Chisos, la Sierra de Guadalupe e le Davis Mountains. Queste creano vere e proprie «isole» caratterizzate da un clima più fresco e più umido, in prossimità del deserto o nel deserto stesso, e in tali zone elevate si sviluppano aree boschive di conifere e di latifoglie, nonché vere e proprie foreste lungo il corso dei fiumi e nelle zone meglio esposte.
Questa regione è desertica poiché è situata tra due grandi catene montuose, la Sierra Madre Occidentale ad ovest e la Sierra Madre Orientale ad est, che bloccano l'umidità proveniente, rispettivamente, dall'oceano Pacifico e dal golfo del Messico. Dal punto di vista climatico, presenta un clima arido con una sola stagione piovosa in estate e scarse precipitazioni durante i primi giorni dell'inverno. La maggior parte delle piogge estive sono concentrate tra la fine di giugno e i primi di ottobre, durante il periodo del monsone messicano, quando nella regione penetra aria umida proveniente dal golfo del Messico. A causa della sua posizione nell'entroterra e ad un'altitudine più elevata di quella del deserto di Sonora situato più ad ovest, che varia per lo più tra i 600 e i 1675 m, il deserto presenta un clima leggermente più mite in estate (nonostante in giugno le temperature diurne siano sull'ordine dei 35-40 °C) e inverni freschi o freddi con occasionali gelate. La temperatura media annua è di 24 °C, ma questa varia in base all'altitudine. Le temperature più calde sono state registrate nelle zone meno elevate e nelle vallate. Nelle aree settentrionali gli inverni sono più rigidi che in quelle meridionali, e non sono del tutto sconosciute le tempeste di neve. Il deserto di Chihuahua riceve in media 235 mm di pioggia all'anno, con valori minimi di 150 e massimi di 400 mm; tali valori, seppur molto bassi, sono di gran lunga superiori a quelli che si riscontrano in altri deserti caldi del globo. Quasi due terzi delle stazioni meteorologiche situate nell'ecoregione registrano valori pluviometrici annui compresi tra i 225 e i 275 mm. Tranne che nelle zone più elevate, le nevicate sono piuttosto scarse. Il Chihuahua è un deserto relativamente giovane, in quanto esiste da appena 8000 anni.

## Flora

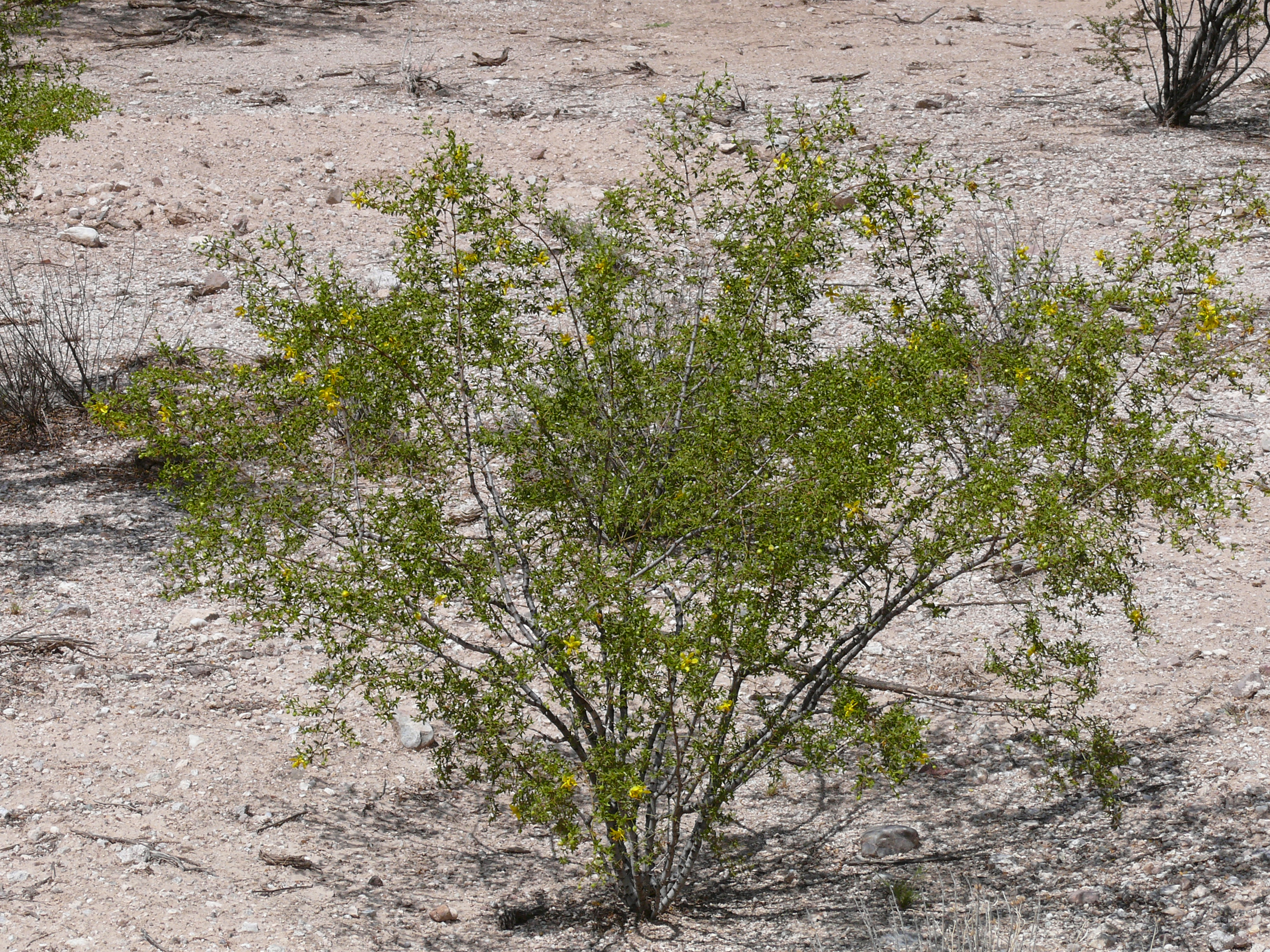
Giovane arbusto di creosote (Larrea tridentata).

Il creosote (Larrea tridentata) è la specie vegetale predominante nelle aree ricoperte da suolo ghiaioso, e occasionalmente sabbioso, delle vallate situate all'interno del deserto di Chihuahua. Le altre specie presenti variano a seconda di fattori quali la composizione del suolo, l'altitudine e il grado di pendenza. L'Acacia neovernicosa e la Flourensia cernua dominano il settore settentrionale dell'ecoregione, mentre lo Psorothamnus scoparius è la specie più caratteristica dei suoli sabbiosi occidentali. Specie appartenenti ai generi Yucca e Opuntia abbondano ai margini delle colline pedemontane e nella parte centrale, mentre i cactus Echinocereus polyacanthus e Ferocactus pilosus sono presenti nelle aree in prossimità del confine tra Stati Uniti e Messico.
Piante erbacee, come la Muhlenbergia porteri, la Bouteloua gracilis, la B. breviseta e la B. hirsuta, dominano le praterie desertiche e le zone limitrofe ai versanti di catene montuose come la Sierra Madre Occidentale. La lechuguilla (Agave lechuguilla), il mesquite (Prosopis glandulosa), l'Opuntia macrocentra e l'Echinocereus pectinatus sono le specie più comuni nel Coahuila occidentale. L'ocotillo (Fouquieria splendens), la lechuguilla e la Yucca filifera, invece, sono quelle più frequenti nel settore sud-orientale del deserto. La candelilla (Euphorbia antisyphilitica), la Mimosa zygophylla, l'Acacia glandulifera e la lechuguilla si sviluppano in aree ben drenate con suoli poco profondi. Nei pressi della Sierra Madre Orientale si trovano arbusti come la lechuguilla, la guapilla (Hechtia glomerata), l'agave della Regina Vittoria (Agave victoriae-reginae), il sotol (Dasylirion spp.) e la barreta (Helietta parvifolia), oltre ad uno strato erbaceo ben sviluppato fatto di erbe, leguminose e cactus.
Altro cactus presente è il peyote (Lophorra Williamsii), famoso per i suoi effetti allucinogeni. Proprio per questo il deserto è spesso visitato da persone volenterose di provare gli effetti della pianta, che non può essere consumata nella stragrande maggioranza degli Stati.
Le distese erbose coprono il 20% di questo deserto e sono spesso costituite da mosaici di arbusti ed erba, con specie come l'Aristida purpurea, la Bouteloua eriopoda e la B. curtipendula. I primi esploratori spagnoli raccontarono di essersi imbattuti in erbe «alte fino alla pancia dei cavalli»; più probabilmente si trattava di specie di maggiori dimensioni come lo Sporobolus wrightii e l'Hilaria mutica.

## Fauna

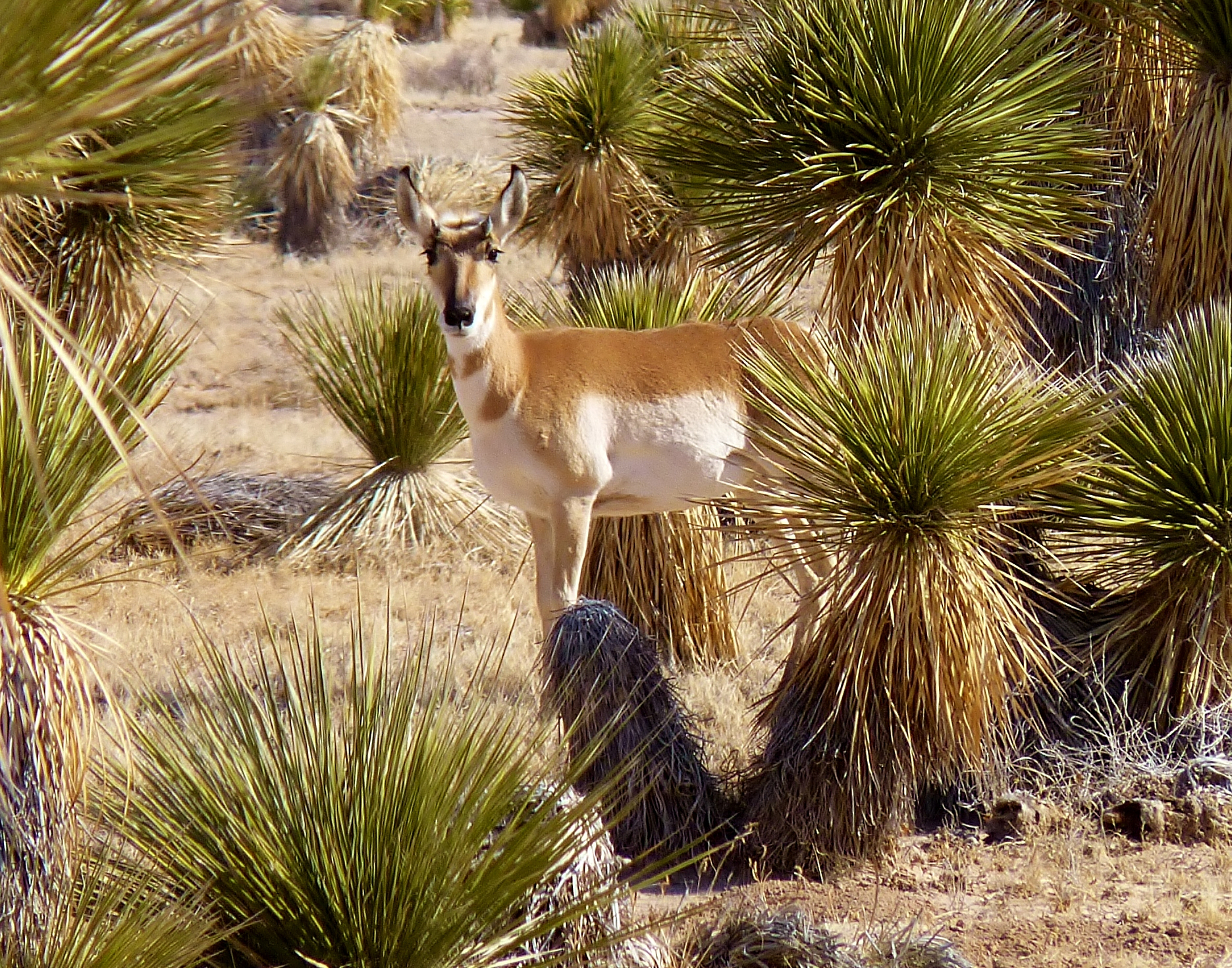
L'antilocapra e la lechuguilla sono specie native del deserto di Chihuahua.

A causa dell'origine relativamente recente del deserto di Chihuahua, le poche specie di vertebrati a sangue caldo sono relegate alle aree ricoperte da boscaglia. Tuttavia, il Chihuahua ospita un gran numero di specie che si spostano su grandi distanze, come l'antilocapra (Antilocapra americana), il cervo mulo (Odocoileus hemionus), la volpe grigia (Urocyon cinereoargenteus), il giaguaro (Panthera onca), il pecari dal collare (Pecari tajacu), il silvilago di Audubon (Sylvilagus audubonii), la lepre californiana (Lepus californicus), i ratti canguro (Dipodomys spp.), i topi dalle tasche (Perognathus spp.), i ratti dei boschi (Neotoma spp.) e i peromischi (Peromyscus spp.). Con appena 24 esemplari registrati nello stato di Chihuahua, l'antilocapra è una delle specie più minacciate che abita in questo deserto. L'ecoregione ospita inoltre una piccola popolazione selvatica di bisonte americano (Bison bison) e popolazioni sparse del raro cane di prateria messicano (Cynomys mexicanus), nonché del più comune cane di prateria dalla coda nera (Cynomys ludovicianus).
Tra le specie di uccelli più comuni vi sono il corridore della strada (Geococcyx californianus), il mimo beccocurvo (Toxostoma curvirostre), la quaglia squamata (Callipepla squamata), l'oriolo di Scott (Icterus parisorum), il passero golanera (Amphispiza bilineata), la fainopepla (Phainopepla nitens), il passero di Worthen (Spizella wortheni) e lo scricciolo dei cactus (Campylorhynchus brunneicapillus). Inoltre, nel deserto vivono molti rapaci, tra cui il gufo reale della Virginia (Bubo virginianus), la civetta elfo (Micrathene whitneyi), la civetta delle tane (Athene cunicularia), il falco aplomado (Falco femoralis), la poiana codarossa (Buteo jamaicensis) e la poiana codafasciata (B. albonotatus).
L'erpetofauna del deserto di Chihuahua comprende un maggior numero di specie strettamente associate alla regione. Alcune lucertole sono endemiche di questa regione, come la lucertola cornuta del Texas (Phrynosoma cornutum), il geco fasciato del Texas (Coleonyx brevis), il geco fasciato reticolato (C. reticulatus), la lucertola senza orecchie maggiore (Cophosaurus texanus), varie specie di lucertole spinose (Sceloporus spp.) e la lucertola coda a frusta marmorizzata (Aspidoscelis marmorata). Nelle aree particolarmente disturbate, altre due lucertole coda a frusta (A. neomexicana e A. tesselata) si incontrano solo sotto forma di cloni di sesso femminile partenogenetici. Tra i serpenti più rappresentativi della regione vi sono il serpente dei ratti del Trans-Pecos (Bogertophis subocularis), il serpente testanera messicano (Tantilla atriceps) e i serpenti frusta (Coluber taeniatus e C. flagellum). Tra le tartarughe endemiche figurano la testuggine di Bolson (Gopherus flavomarginatus), la tartaruga scatola di Coahuila (Terrapene coahuila) e alcune tartarughe guscio molle. Tra i rettili e gli anfibi relegati alle catene montuose vi sono il serpente a sonagli di Willard (Crotalus willardi), il serpente a sonagli a due macchie (C. pricei), il serpente occhi di gatto settentrionale (Leptodeira septentrionalis), la lucertola spinosa di Yarrow (Sceloporus jarrovii), la rana leopardo dei Chiricahua (Lithobates chiricahuensis) e la lucertola coda a frusta macchiata dei canyon (Aspidoscelis burti).
L'ecoregione costituisce inoltre un importante centro di endemismo per gli insetti, uno dei soli tre presenti in Messico, e ospita la maggiore varietà di api dell'intero Messico.

## Popolazione
Sono poche le aree urbane situate in questo deserto: la maggiore è Ciudad Juárez con quasi due milioni di abitanti; altre città importanti sono le messicane Chihuahua, Torreón, Nicola Ranch e le statunitensi El Paso e Albuquerque. Nell'ecoregione si trovano anche le celebri località di Las Cruces e di Roswell. In prossimità del deserto di Chihuahua sono situate Saltillo, Monterrey e Santa Fe.

## Conservazione
Secondo il WWF, quello di Chihuahua è il deserto che presenta la maggiore biodiversità sia per ricchezza di specie che per endemismi. La regione, tuttavia, si è notevolmente degradata, in particolare a causa del sovrapascolo. Molte erbe e altre specie native, a seguito del sovrapascolo e di altre interferenze umane, sono state soppiantate da specie native di alto fusto, quali il creosote e il mesquite. Il lupo messicano, un tempo numeroso, è scomparso del tutto dalla regione.